# 班智達
班智達（巴利語，羅馬化：paṇḍita），又譯為班諦達，佛教術語，意為學識淵博的大學者。在藏傳佛教中常被當成是一種尊稱使用，在漢傳佛教中三藏法師一詞在語言學上可能與班智達一詞同源，但文化用法上小有不同。

## 詞語釋義
在梵語中，指的是睿智、聰慧、多聞的學者，印度教常用於稱呼宗教導師、僧侶、學者，這在英文中輸入爲“pandit”。英文中還有“pundit”一詞，也來源於此，義爲獨立學者、記者，在英語國家敷衍爲時事評論員之含義。在佛教的應用中，班智達亦指學識淵博，精通三藏的學者。
在中世紀印度宗教文明中， 班智達和善知識（kalyana-mitra）是宗教知識人的兩種主要類型。善知識要求精通五明中的一門，通常是內明，在藏地譯為格西；班智達則要求博學、精通五明，在藏地譯爲班禪。

## 宗教含義

### 印度教
在印度教中，班智達是指能夠以正確的梵語發音與文法，背誦出吠陀經典和熟悉印度教儀典的人，通常是婆羅門。印度首任总理尼赫鲁因出身克什米尔婆罗门，常被尊称为“潘迪特·尼赫鲁”。

### 佛教

#### 南傳佛教
緬甸佛教界授予非常專精教導佛陀教法，或被相信是阿羅漢成就者，以大班智達（Agga Maha Pandita）的稱號。

#### 漢傳佛教
在漢傳佛教歷史上，三藏法師可能與班智達一詞同源，如果屬實則漢傳佛教有許多很有學問的三藏法師。三藏法師亦指精通經律論三藏的大比丘僧。特別一提的是，在藏傳佛教《一切宗派淵源教理善说晶鑑》當中，也用大班智達稱呼一些漢傳佛教祖師，例如華嚴宗的清涼澄觀國師等。

#### 藏傳佛教
能夠被稱為班智達，代表他精通五種學問，也就是聲明、因明、內明、醫方明、工巧明五明。
代表人物如薩迦·班智達、八思巴、班禪（又譯班钦，義爲大班智達）。

## 音樂
現代印度中，精通印度傳統音樂者，也會被稱為班智達。